# Supa Modo
Supa Modo es una película dramática coproducida internacionalmente de 2018 dirigida por Likarion Wainaina. Se estrenó por primera vez en el 68.º Festival Internacional de Cine de Berlín. Fue seleccionada como la entrada de Kenia a la Mejor Película en Lengua Extranjera en los 91o Premios de la Academia, pero no fue nominada.

## Sinopsis
Jo es una niña que vive en un pequeño pueblo de Kenia. Su sueño es convertirse en una superheroína, pero se sueño se dificulta por su inminente enfermedad terminal. Como un intento por cumplir sus deseos, su aldea se une para hacerla una superheroína.

## Elenco
- Stycie Waweru como Jo
- Akinyi Marianne Nungo como Kathryn
- Nyawara Ndambia como Mwix
- Johnson Gitau Chege como Mike
- Humphrey Maina como Pato
- Joseph Omari como presidente
- Rita Njenga como Nyanya
- Dinah Githinji como Anne
- Nellex Nderitu como Titus
- Edna Daisy Nguka como Joesphine
- Peris Wambui como Caro
- Mercy Kariuki como Soni
- Cindy Kahura como Halima
- Nick Mwathi
- Aldeano Muriithi Mwangi 2
- Martin Nyakabete
- Joseph Wairimu como Rico
- Isaya Evans
- Manuel Sierbert como médico
- Michael Bahati como Nujuguna
- Meshack Omondi como Bryo
- Elsie Wairimy como Charlo
- John Gathinya como Ozil
- Francis Githinji como Toni
- Jubilant Elijah como Kush
- Euphine Akoth Odhiambo como futbolista
- Mary Njeri Mwangi como futbolista
- Benedict Musau como jugador de fútbol
- Yu Long Hu
- Biqun Su
- Likarion Wainaina como ladrón montado en motocicleta

## Producción
Supa Modo fue producida como parte del proyecto-taller One Fine Day Films, que brinda a los cineastas africanos la oportunidad de aprender de sus mentores y crear sus historias para una audiencia internacional. El proyecto fue fundado por Tom Tykwer y Marie Steinmann. Otras películas resultantes de dichos talleres incluyen Kati Kati, Nairobi Half Life, Something Necessary y Soul Boy.